# Từ điển tiếng Ba Lan

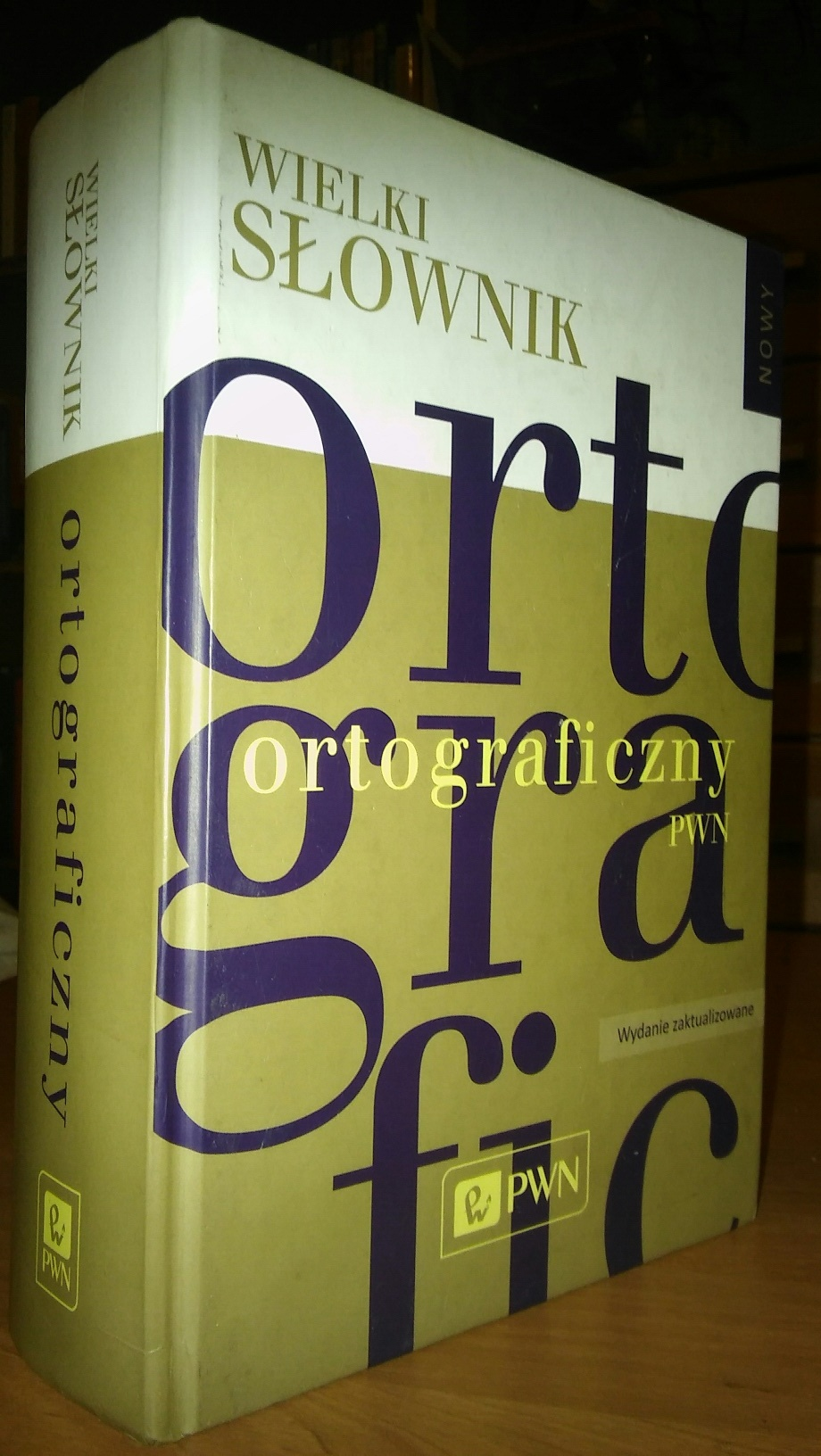
Từ điển tiếng Ba Lan hiện đại (hình chụp từ điển chính tả: Wielki słownik ortograficzny của nhà xuất bản PWN năm 2016)

Từ điển tiếng Ba Lan là tài liệu tham khảo về ngôn ngữ tiếng Ba Lan. Từ thế kỷ 15 đã tồn tại những cuốn từ điển song ngữ, chẳng hạn như từ điển Ba Lan - La Tinh, tuy nhiên đến tận đầu thế kỷ 19, từ điển đơn ngữ tiếng Ba Lan mới được phát hành.

## Khái quát

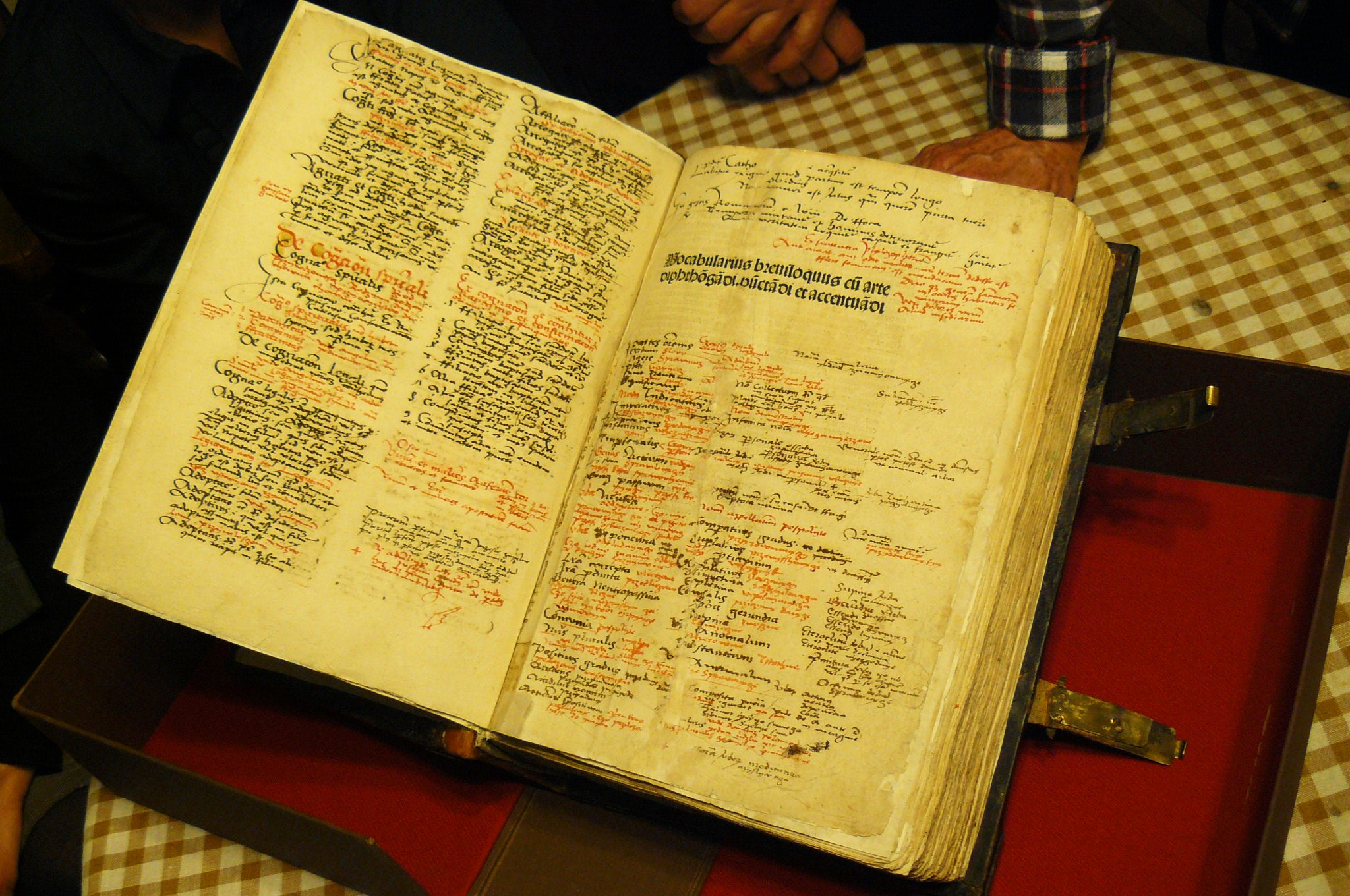
Một trong những từ điển tiếng Ba Lan-Latinh cổ nhất, cuốn Vocabularis breviloquus năm 1532

Nhiều từ điển bằng tiếng Ba Lan mang tên chung là Słownik języka polskiego (nghĩa là Từ điển Ngôn ngữ Ba Lan). Cuốn từ điển Słownik języka polskiego do Samuel Linde biên tập, xuất bản vào đầu thế kỷ 19 (tổng cộng là sáu tập, xuất bản từ năm 1807 đến năm 1814). Bộ từ điển này có 60.000 mục từ.
Một số cuốn từ điển nổi tiếng: Słownik języka polskiego (110.000 mục từ) do một nhóm các học giả Ba Lan do Aleksander Zdanowicz xuất bản tại Wilno vào năm 1861 và Słownik języka polskiego (270.000 mục từ) do Jan Aleksander Karłowicz, Adam Kryński và Władysław Niedźwiedzki biên tập, xuất bản thành nhiều tập từ năm 1900 đến năm 1927. Sau Chiến tranh thế giới lần thứ hai, từ điển tiếng Ba Lan: Słownik języka polskiego của Witold Doroszewski được xuất bản thành nhiều tập từ năm 1958 đến năm 1969.

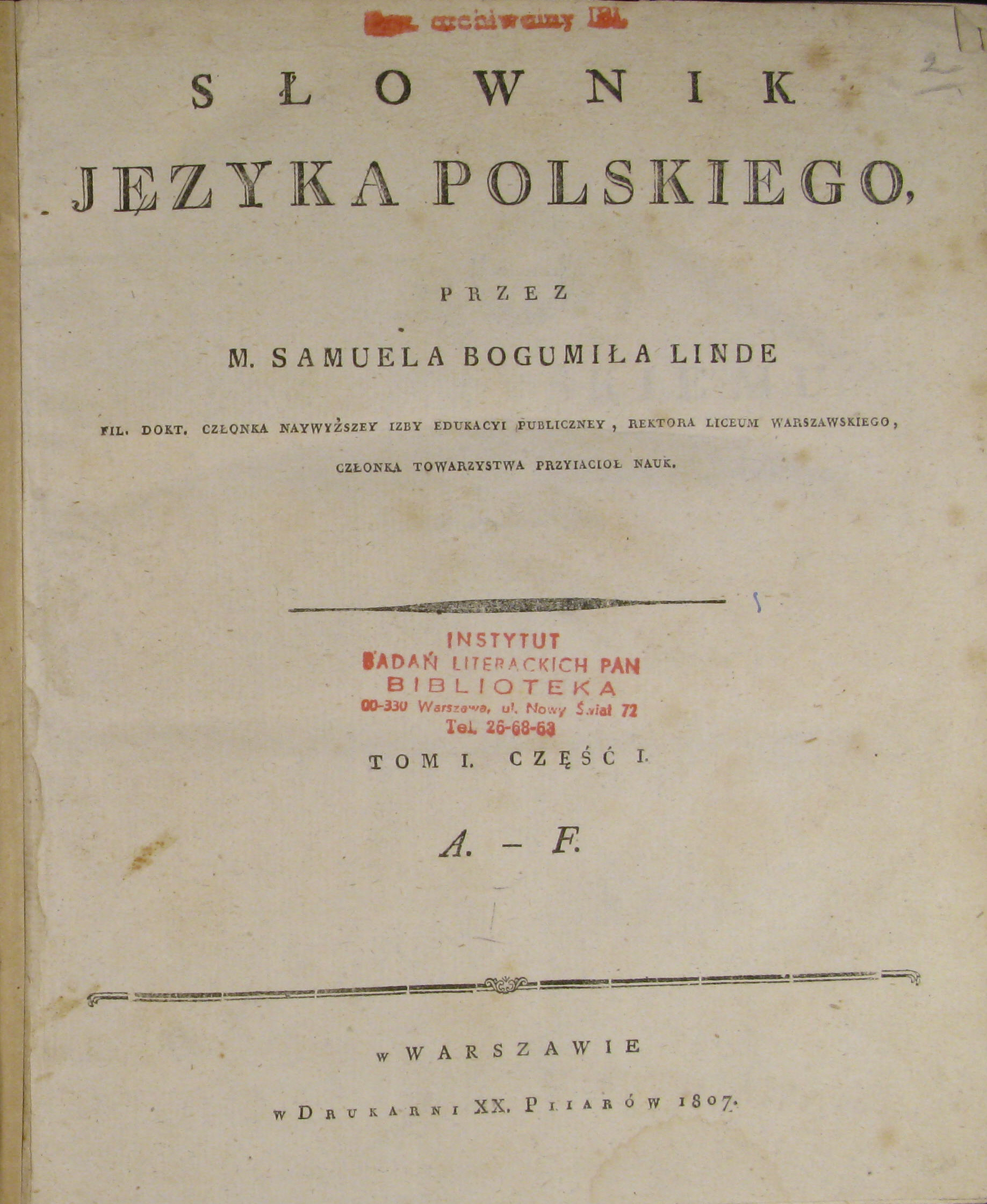
Trang bìa tập đầu tiên của cuốn từ điển tiếng Ba Lan do Samuel Linde biên tập

Tính đến đầu thế kỷ 21, từ điển Praktyczny słownik współczesnej polszczyzny (130.000 mục từ được chia thành 50 tập, xuất bản từ năm 1994 đến 2005) do Halina Zgółkowa biên tập, được xem là từ điển phổ thông hậu chiến dài nhất. Một số từ điển mới hơn được xuất bản trên Internet và công chúng có thể tra miễn phí; chẳng hạn như Słownik języka polskiego tại Wiktionary tiếng Ba Lan và Wielki słownik języka polskiego do Piotr Żmigrodzki của Viện Ngôn ngữ Ba Lan thuộc Viện Hàn lâm Khoa học Ba Lan (IJP PAN) biên tập.

## Từ điển song ngữ
Từ thế kỷ 15, cuốn từ điển đầu tiên của Ba Lan là từ điển Ba Lan - La Tinh (thực chất đây là tiếng Ba Lan cổ). Từ điển lâu đời nhất được biết đến là cuốn Wokabularz trydencki xuất bản năm 1424, chứa khoảng 500 mục từ.:45 Quyển từ điển lớn nhất trong thời kỳ này là Mamotrekt kaliski (xuất bản năm 1470), với khoảng 7.000 mục. Thế kỷ 16, số lượng từ điển tăng lên nhanh chóng, một trong số đó là từ điển tam ngữ Đức - Latinh - Ba Lan Dictionarius Ioannis Murmellii variarum rerum (1526) chứa khoảng 2.500 mục từ. Quyển từ điển này là tác phẩm của học giả Hà Lan Johannes Murmellius. Hàng chục từ điển tiếng Ba Lan song ngữ khác được xuất bản trong nhiều thế kỷ tiếp theo bởi các học giả như Bartłomiej của Bydgoszcz, Johann Reuchlin, Jan Mączyński, Nicolaus Volckmar, Grzegorz Knapski và nhiều học giả khác.:45–60

## Từ điển chuyên ngành
Ngoài ra còn có nhiều từ điển chuyên ngành tiếng Ba Lan. Một số tập trung vào tiếng Ba Lan, chẳng hạn như Słownik etymologiczny języka polskiego (do Aleksander Brückner biên tập, năm 1927); nhưng cuốn từ điển khác chỉ tập trung vào các chủ đề phi ngôn ngữ, chẳng hạn như Từ điển Tiểu sử Ba Lan.